# 台湾山葉機車
台湾山葉機車（たいわんやまはきしゃ、英語略称YMT）は、台湾の大手オートバイ製造メーカーである。

## 概要

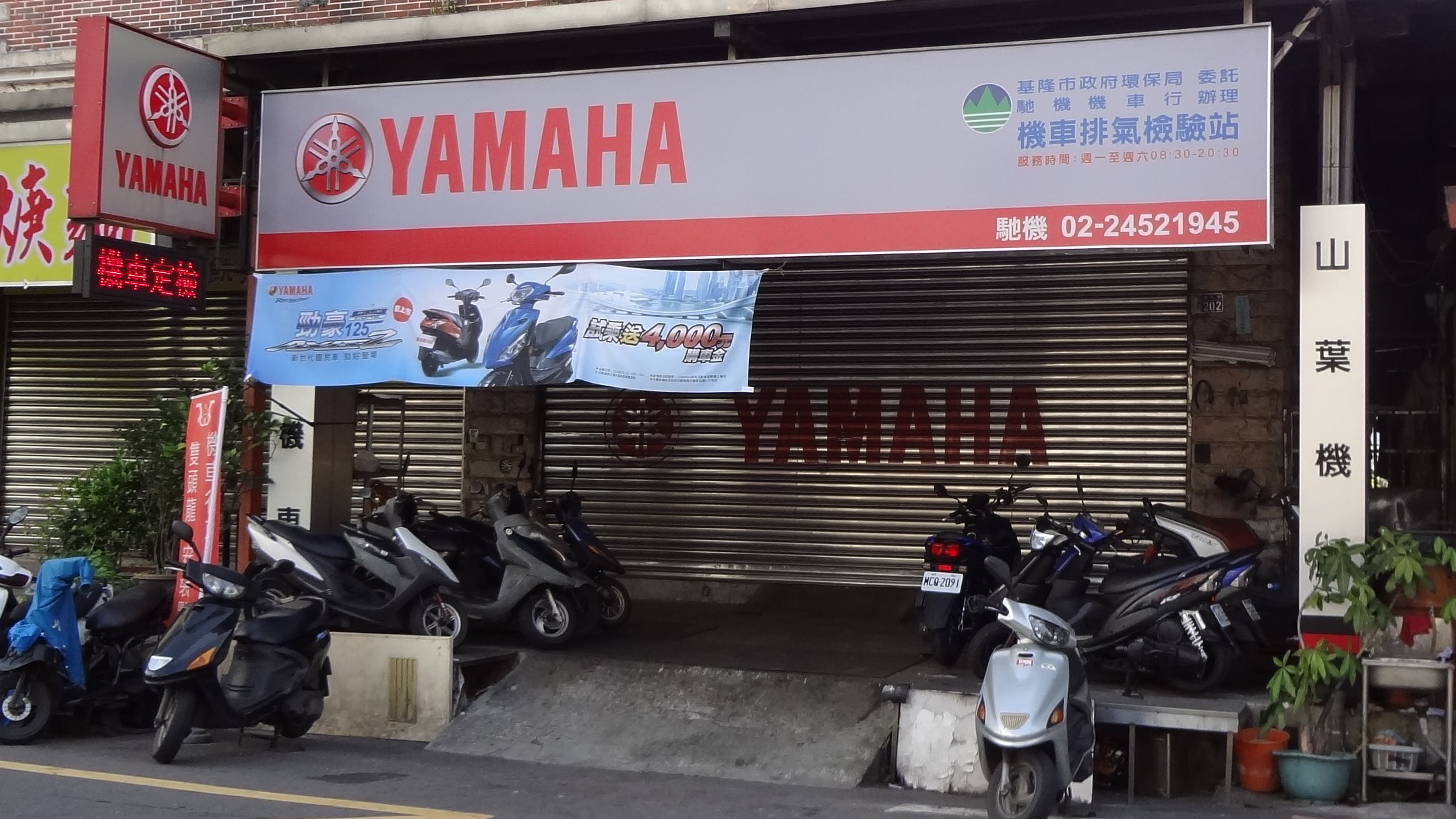
台湾の修理・販売店

ヤマハ発動機が1987年に台湾の桃園県中壢市（現・桃園市中壢区）で設立した傘下の現地子会社だが、特に小型二輪車（125ccクラス）に関しては、台湾国内外の地域へ製造車両を供給している。フランスのオートバイメーカーMBKにも、OEM供給している。
また日本への正規供給車両も行っており、2008年9月からはヤマハ発動機が日本国内で発売する125cc以下の一般市販車全車両が生産されるようになった。
なお日本国内で発売されていないかつてのマジェスティ125や、BW'Sの125cc版なども製造しており、それらの車両の中には日本へ並行輸入され販売されているものもある。